# Fernelia decipiens
Fernelia decipiens är en måreväxtart som beskrevs av Bernard Verdcourt. Fernelia decipiens ingår i släktet Fernelia och familjen måreväxter.
Artens utbredningsområde är Mauritius. Inga underarter finns listade i Catalogue of Life.